# Jack Huston
Jack Alexander Huston (7 de desembre de 1982, Londres, Anglaterra) és un actor britànic. Huston va tenir papers importants a Neighborhood Watch i Outlander amb Jim Caviezel i Sophia Myles. Va aparèixer a la tercera pel·lícula de la sèrie Twilight, Eclipsi, on va interpretar Royce King II. És el net del director John Huston i nebot dels actors Anjelica Huston i Danny Huston.
Va treballar a la sèrie d'HBO Boardwalk Empire, interpretant Richard Harrow, un veterà de la Primera Guerra Mundial. Al desembre del 2010, després d'aparèixer a cinc episodis de la primera temporada, va anunciar que seria membre regular de la sèrie.

## Filmografia
- Spartacus (2004)
- Neighborhood Watch (2005)
- Shrooms (2006)
- Factory Girl (2006) - Gerard Malanga
- Shrooms (2007) - Jake
- Miss Austen Regrets (2008)
- The Garden of Eden (2008)
- Outlander (2008)
- Boogie Woogie (2009)
- Salomaybe? (2009)
- Shrink (2009)
- Eastwick (serie, 2009)
- The Twilight Saga: Eclipse (2010) - Royce King II, xicot de la Rosalie quan era humana
- Boardwalk Empire (serie, 2010) - Richard Harrow (temporades 2-4; recorrent a la 1a temporada)
- Wilde Salome (2010)
- The Hot Potato (2011)
- Parade's End (2012) - Gerald Drake
- Tren de nit a Lisboa (2013)
- Kill Your Darlings (2013)[3]
- American Hustle (2013) - Pete Musane
- Posthumous (2014) - Liam Price
- The Longest Ride (2015) - Young Ira
- Orgull, prejudici i zombie (2016) - Sr. Wickham
- Ben-Hur (2016)
- Hail, Caesar! (2016)
- La seva millor història (Their Finest) (2016)
- The Yellow Birds (2017) - Sergent Sterling
- An Actor Prepares (2018) - Adam
- The Irishman (2019) - Robert F. Kennedy
- Earthquake Bird (2019) - Bob
- Projecte de Bush & Renz (2020) - Postproducció
- El riu de la ira (2022) - Shelby John
- Above Suspicion Per estrenar